# Puchar Świata w short tracku 2006/2007
Puchar Świata w short tracku 2006/2007 była to kolejna edycja zawodów w short tracku. Zawodnicy podczas tego sezonu wystąpili w sześciu zawodach tego cyklu rozgrywek. Rywalizacja rozpoczęła się w Changchunie 20 października, a zakończyła się w Budapeszcie dnia 11 lutego 2007 roku.
Wyniki:

## Mężczyźni
| Data                     | Miejsce                  | Dystans | Zwycięzca                                                            | 2. miejsce                                                           | 3. miejsce                                               |
| Października 20, 2006    | Changchun, Chiny         | 1500 m  | Ahn Hyun-soo                                                         | Lee Ho-suk                                                           | Li Ye                                                    |
| Października 21, 2006    | Changchun, Chiny         | 500 m   | François-Louis Tremblay                                              | Olivier Jean                                                         | Kim Byeong-jun                                           |
| Października 21, 2006    | Changchun, Chiny         | 1000 m  | Ahn Hyun-soo                                                         | François-Louis Tremblay                                              | Mathieu Giroux                                           |
| Października 22, 2006    | Changchun, Chiny         | 1500 m  | Kim Hyun-kon                                                         | Song Kyung-taek                                                      | Charles Hamelin                                          |
| Października 22, 2006    | Changchun, Chiny         | 5000 m  | Kim Byeong-jun Kim Hyun-Kon Song Kyung-taek Ahn Hyun-soo             | Olivier Jean Steve Robillard Charles Hamelin François-Louis Tremblay | Li Ye Liu Xiaoliang Sui Baoku Liu Haonan                 |
| Października 27, 2006    | Jeonju, Korea Południowa | 1000 m  | Lee Ho-suk                                                           | Charles Hamelin                                                      | Olivier Jean                                             |
| Października 28, 2006    | Jeonju, Korea Południowa | 500 m   | François-Louis Tremblay                                              | Takahiro Fujimoto                                                    | Song Kyung-taek                                          |
| Października 28, 2006    | Jeonju, Korea Południowa | 1500 m  | Ahn Hyun-soo                                                         | Kim Hyun-kon                                                         | Song Kyung-taek                                          |
| Października 29, 2006    | Jeonju, Korea Południowa | 1000 m  | Kim Hyun-kon                                                         | Marc-André Monette                                                   | Ahn Hyun-soo                                             |
| Października 29, 2006    | Jeonju, Korea Południowa | 5000 m  | François-Louis Tremblay Charles Hamelin Steve Robillard Olivier Jean | Li Ye Li Haonan Sui Baoku Liu Xiaoliang                              | Song Kyung-taek Kim Hyun-kon Ahn Hyun-soo Kim Byeong-jun |
| Grudnia 1, 2006          | Saguenay, Quebec, Kanada | 1500 m  | Kim Hyun-kon                                                         | Charles Hamelin                                                      | Li Ye                                                    |
| Grudnia 2, 2006          | Saguenay, Quebec, Kanada | 500 m   | François-Louis Tremblay                                              | Olivier Jean                                                         | Lee Ho-suk                                               |
| Grudnia 3, 2006          | Saguenay, Quebec, Kanada | 500 m   | Charles Hamelin                                                      | Hu Ze                                                                | Jeff Scholten                                            |
| Grudnia 3, 2006          | Saguenay, Quebec, Kanada | 1000 m  | Ahn Hyun-soo                                                         | Lee Ho-suk                                                           | Kim Byeong-jun                                           |
| Grudnia 3, 2006          | Saguenay, Quebec, Kanada | 5000 m  | Ahn Hyun-soo Kim Byeong-jun Kim Hyun-kon Song Kyung-taek             | Li Ye Wang Hongyang Sui Baoku Li Haonan                              | J.P. Kepka Jordan Malone Ryan Bedford Travis Jayner      |
| Grudnia 8, 2006          | Montreal, Kanada         | 1500 m  | Ahn Hyun-soo                                                         | Kim Hyun-kon                                                         | Hu Ze                                                    |
| Grudnia 9, 2006          | Montreal, Kanada         | 1000 m  | Charles Hamelin                                                      | Jordan Malone                                                        | Denis Bellotti                                           |
| Grudnia 10, 2006         | Montreal, Kanada         | 1500 m  |                                                                      |                                                                      |                                                          |
| Grudnia 10, 2006         | Montreal, Kanada         | 500 m   |                                                                      |                                                                      |                                                          |
| Grudnia 10, 2006         | Montreal, Kanada         | 3000 m  |                                                                      |                                                                      |                                                          |
| Lutego 2–Lutego 4, 2007  | Heerenveen, Holandia     |         |                                                                      |                                                                      |                                                          |
| Lutego 8–Lutego 10, 2007 | Budapeszt, Węgry         |         |                                                                      |                                                                      |                                                          |

## Kobiety
| Data                     | Miejsce                  | Dystans | Zwycięzca                                       | 2. miejsce                                        | 3. miejsce                                                            |
| Października 20, 2006    | Changchun, Chiny         | 1500 m  | Jin Sun-yu                                      | Jung Eun-ju                                       | Byun Chun-sa                                                          |
| Października 21, 2006    | Changchun, Chiny         | 500 m   | Wang Meng                                       | Fu Tianyu                                         | Zhu Mile                                                              |
| Października 21, 2006    | Changchun, Chiny         | 1000 m  | Wang Meng                                       | Jin Sun-yu                                        | Byun Chun-sa                                                          |
| Października 22, 2006    | Changchun, Chiny         | 1500 m  | Kim Min-jung                                    | Fu Tianyu                                         | Kateřina Novotná                                                      |
| Października 22, 2006    | Changchun, Chiny         | 3000 m  | Jin Sun-yu Jung Eun-ju Jeon Ji-soo Byun Chun-sa | Zhu Mile Liu Xiaoying Wang Meng Fu Tianyu         | Raphaele Lemieux Anouk Leblanc-Boucher Kalyna Roberge Amanda Overland |
| Października 27, 2006    | Jeonju, Korea Południowa | 1000 m  | Wang Meng                                       | Zhu Mile                                          | Jeon Ji-soo                                                           |
| Października 28, 2006    | Jeonju, Korea Południowa | 500 m   | Wang Meng                                       | Fu Tianyu                                         | Ewgenija Radanowa                                                     |
| Października 28, 2006    | Jeonju, Korea Południowa | 1500 m  | Kim Min-jung                                    | Liu Xiaoying                                      | Cheng Xiaolei                                                         |
| Października 29, 2006    | Jeonju, Korea Południowa | 1000 m  | Jung Eun-ju                                     | Jin Sun-yu                                        | Zhu Mile                                                              |
| Października 29, 2006    | Jeonju, Korea Południowa | 3000 m  | Liu Xiaoying Zhu Mile Fu Tianyu Wang Meng       | Jeon Ji-soo Byun Chun-sa Jung Eun-ju Jin Sun-yu   | Biba Sakurai Miyuki Ozawa Mika Ozawa Yuka Kamino                      |
| Grudnia 1, 2006          | Saguenay, Quebec, Kanada | 1500 m  | Jin Sun-yu                                      | Jung Eun-ju                                       | Byun Chun-sa                                                          |
| Grudnia 2, 2006          | Saguenay, Quebec, Kanada | 500 m   | Wang Meng                                       | Kalyna Roberge                                    | Jessica Gregg                                                         |
| Grudnia 3, 2006          | Saguenay, Quebec, Kanada | 500 m   | Wang Meng                                       | Ewgenija Radanowa                                 | Jeon Ji-soo                                                           |
| Grudnia 3, 2006          | Saguenay, Quebec, Kanada | 1000 m  | Kalyna Roberge                                  | Byun Chun-sa                                      | Jin Sun-yu                                                            |
| Grudnia 3, 2006          | Saguenay, Quebec, Kanada | 3000 m  | Fu Tianyu Cheng Xiaolei Zhu Mile Wang Meng      | Jung Eun-ju Jeon Ji-soo Kim Min-jung Byun Chun-sa | Kalyna Roberge Annik Plamondon Anne Maltais Amanda Overland           |
| Grudnia 8, 2006          | Montreal, Kanada         | 1500 m  | Jung Eun-ju                                     | Kim Min-jung (łyżwiarka)Kim Min-jung              | Fu Tianyu                                                             |
| Grudnia 9, 2006          | Montreal, Kanada         | 1000 m  | Byun Chun-sa                                    | Wang Meng                                         | Jin Sun-yu                                                            |
| Grudnia 10, 2006         | Montreal, Kanada         | 1500 m  |                                                 |                                                   |                                                                       |
| Grudnia 10, 2006         | Montreal, Kanada         | 500 m   |                                                 |                                                   |                                                                       |
| Grudnia 10, 2006         | Montreal, Kanada         | 3000 m  |                                                 |                                                   |                                                                       |
| Lutego 2–Lutego 4, 2006  | Heerenveen, Holandia     |         |                                                 |                                                   |                                                                       |
| Lutego 9–Lutego 11, 2006 | Budapeszt, Węgry         |         |                                                 |                                                   |                                                                       |